# Olocausto in Ucraina

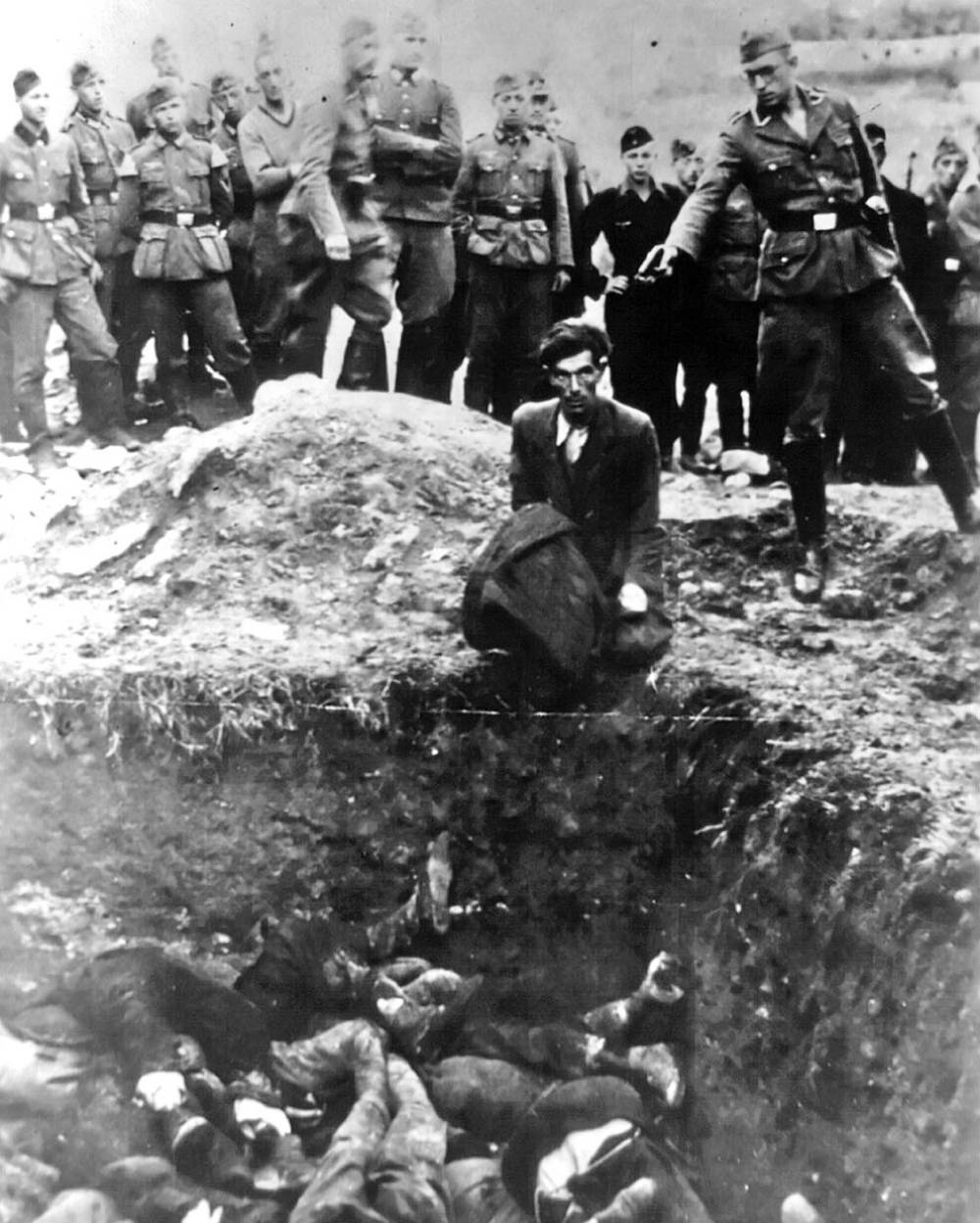
L'ultimo ebreo a Vinnitsa, la fotografia del 1942 che mostra un ebreo vicino alla città di Vinnycja che sta per essere ucciso da un membro dell'Einsatzgruppen D. Sono presenti anche membri della Wehrmacht e Reichsarbeitsdienst.

L'Olocausto in Ucraina, verificatosi tra il 1941 e il 1944, fu lo sterminio di massa di circa 1,6 milioni di ebrei che vivevano in Unione Sovietica ad opera della Germania nazista e con la forte partecipazione dei collaborazionisti ucraini. Le uccisioni avvennero in Ucraina perché la maggior parte degli ebrei sovietici prima della seconda guerra mondiale viveva nella cosiddetta "Zona di residenza", di cui l'Ucraina era la regione più estesa. Lo sterminio ebbe luogo nel Reichskommissariat Ukraine, nel Governatorato Generale, nel Governorato Generale della Crimea e in alcune aree sotto controllo militare ad est del Reichskommissariat Ukraine, anch'esse sottomesse alla Germania nazista, e anche nel Governatorato della Transnistria e nella Bucovina settentrionale (entrambe occupate e quest'ultima annessa alla Romania) e la Rutenia subcarpatica (allora parte dell'Ungheria) nella seconda guerra mondiale. Le aree elencate fanno oggi parte dell'Ucraina.

## Squadre della morte (1941-1943)

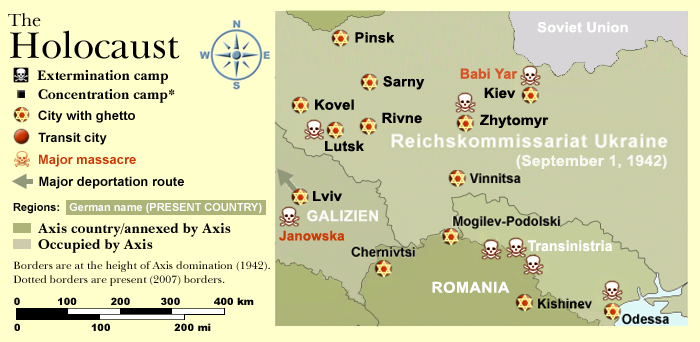
Una mappa dell'Olocausto in Ucraina

Le perdite civili complessive durante la guerra e il periodo di occupazione tedesca in Ucraina sono stimate in quattro milioni, incluso più di un milione di ebrei che furono assassinati dalle Einsatzgruppen, dai battaglioni di Polizia dell'Ordine, dalla Wehrmacht e dai collaboratori nazisti locali. L'Einsatzgruppen C, comandato da Otto Rasch, fu assegnato all'Ucraina settentrionale e centrale, mentre l'Einsatzgruppen D, sotto il comando di Otto Ohlendorf, alla Moldavia, all'Ucraina meridionale, alla Crimea e, durante il 1942, al Caucaso settentrionale. Secondo la testimonianza di Ohlendorf rilasciata al processo agli Einsatzgruppen, "gli Einsatzgruppen avevano la missione di proteggere le retrovie delle truppe uccidendo ebrei, rom, funzionari comunisti, comunisti attivi, schiavi non cooperativi e tutte le persone che avrebbero messo in pericolo la sicurezza". In pratica, le loro vittime furono quasi tutte civili ebrei e non un solo membro dell'Einsatzgruppen rimase ucciso in azione durante queste operazioni. Lo United States Holocaust Memorial Museum riporta la storia di un sopravvissuto agli Einsatzgruppen a Pyrjatyn in Ucraina dove, il 6 aprile 1942, il secondo giorno del Pesach, la Pasqua ebraica, vennero sterminati 1 600 ebrei:
Li ho visti uccidere. Alle 17:00 diedero il comando: "Riempi le fosse". Urla e gemiti provenivano dalle fosse. Improvvisamente ho visto il mio vicino Ruderman alzarsi da sotto terra... Aveva gli occhi insanguinati e stava urlando: "Finiscimi!"... Una donna assassinata giaceva ai miei piedi. Un bambino di cinque anni è strisciato fuori da sotto il suo corpo e ha cominciato a urlare disperatamente. "Mammina!" Questo è tutto quello che ho visto, fino a quando ho perso conoscenza.»
Dal 16 al 30 settembre 1941 il massacro di Nikolaev dentro e intorno alla città di Nikolaev provocò la morte di 35 782 cittadini sovietici, la maggior parte dei quali erano ebrei, come riferito a Hitler.
Un ordine pubblicato a Kiev in russo e ucraino intorno al 26 settembre 1941, precursore del massacro di Babij Jar, così recitava:
Ebrei della città di Kiev e dintorni! Lunedì 29 settembre dovrete presentarvi entro le 08:00 con i vostri beni, denaro, documenti, oggetti di valore e vestiti pesanti in via Dorogozhitskaya, vicino al cimitero ebraico. La mancata comparizione è punibile con la morte."

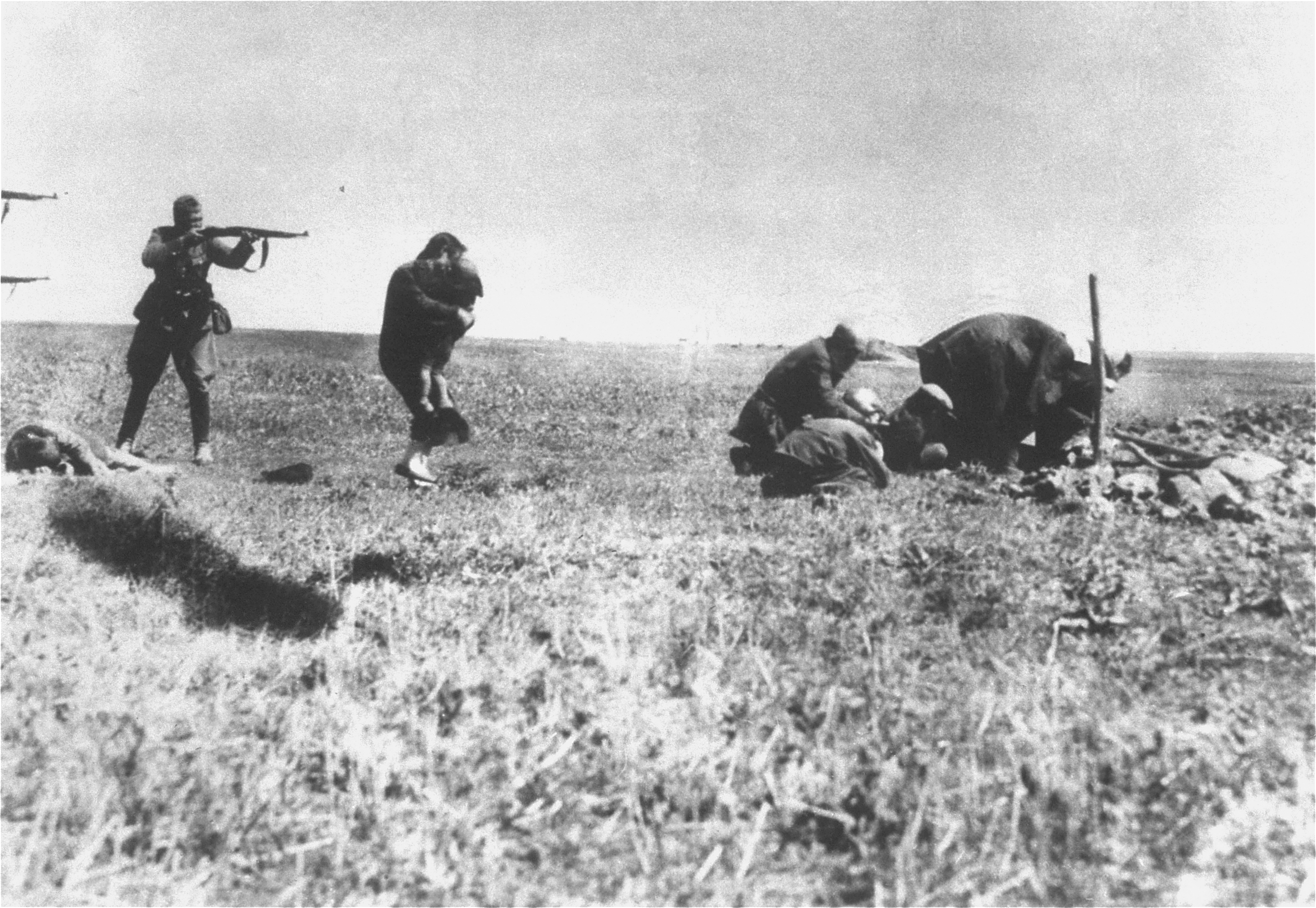
Esecuzioni di ebrei da parte delle truppe naziste vicino a Ivangorod, Ucraina

Il più famigerato massacro di ebrei in Ucraina avvenne nel burrone di Babij Jar nei pressi di Kiev, dove 33.771 ebrei furono uccisi in un'unica operazione il 29 e 30 settembre 1941. Nelle settimane successive furono uccisi anche da 100 000 a 150 000 cittadini sovietici. L'uccisione di massa degli ebrei a Kiev fu approvata dal governatore militare, il maggiore generale Friedrich Eberhardt, dal Comandante della Polizia per le Armate del gruppo Sud (SS-Obergruppenführer Friedrich Jeckeln) e dal comandante dell'Einsatzgruppen C, Otto Rasch. Fu effettuato da un misto di truppe SS, SD e polizia di sicurezza.
Lunedì, gli ebrei di Kiev vennero radunati vicino al cimitero, aspettandosi di essere caricati sui treni. La folla era così numerosa che la maggior parte dei convocati non avrebbe potuto sapere cosa stava succedendo fino a quando non fosse stato ormai troppo tardi: quando sentirono gli spari delle mitragliatrici, non vi era più possibilità di fuga. Tutti furono condotti lungo un corridoio di soldati, a gruppi di dieci, e poi fucilati. Un camionista descrisse la scena:
Uno dopo l'altro dovettero abbandonare i bagagli, poi i cappotti, le scarpe, i soprabiti e anche la biancheria intima… Una volta spogliati, furono condotti nel burrone che era lungo circa 150 metri e largo 30 e profondo ben 15 metri... Quando raggiunsero il fondo del burrone furono catturati dai membri della Schutzmannschaft e fatti sdraiare sopra quelli che erano già stati fucilati… I cadaveri erano letteralmente a strati. Un tiratore scelto della polizia arrivò e sparò a ciascun ebreo al collo con un mitra... Ho visto questi tiratori in piedi su strati di cadaveri sparare ad uno ad uno... Il tiratore camminava sui corpi degli ebrei massacrati fino alla vittima seguente, che nel frattempo si era coricata, e la fucilava.

## Collaborazionisti in Ucraina
I nazionalisti dell'Esercito insurrezionale ucraino (UPA), ala militare dell'Organizzazione dei Nazionalisti Ucraini (OUN-B), si offrirono volontari per assistere la Wehrmacht. In totale, i tedeschi arruolarono 250 000 nativi ucraini in cinque formazioni separate tra cui le "Unità militari nazionaliste" (VVN), le "Confraternite dei nazionalisti ucraini" (DUN), la 14. Waffen-Grenadier-Division der SS, l'Esercito di liberazione ucraino (UVV) e l'Esercito nazionale ucraino ("Ukrainische Nationalarmee", UNA). Entro la fine del 1942, solo nel Reichskommissariat Ukraine, le SS impiegavano 238 000 ucraini e solo 15 000 tedeschi, un rapporto da 1 a 16.
I membri dell'OUN diffusero della propaganda che incitava la popolazione locale a partecipare ai pogrom. Uno slogan proposto dal gruppo di Bandera del 16 luglio 1941 affermava che gli ebrei dovevano essere mandati "alla forca". Nelle istruzioni ai suoi membri su come l'OUN dovesse comportarsi durante la guerra, dichiarava che "in tempi di caos... ci si può permettere di liquidare personalità polacche, russe ed ebree, in particolare i servi dell'imperialismo bolscevico-muscovita" e che "l'assimilazione degli ebrei non è possibile".
Lo storico John-Paul Himka riporta che le milizie dell'OUN furono protagoniste dei pogrom in Ucraina del 1941 e che l'OUN reclutò e si infiltrò nelle formazioni di polizia che poi aiutarono i tedeschi a compiere le stragi. Nel 1943, migliaia di poliziotti ucraini disertarono dal servizio tedesco per unirsi all'UPA, guidata dall'OUN, i quali massacrarono gli ebrei che erano sopravvissuti agli stermini del 1942.

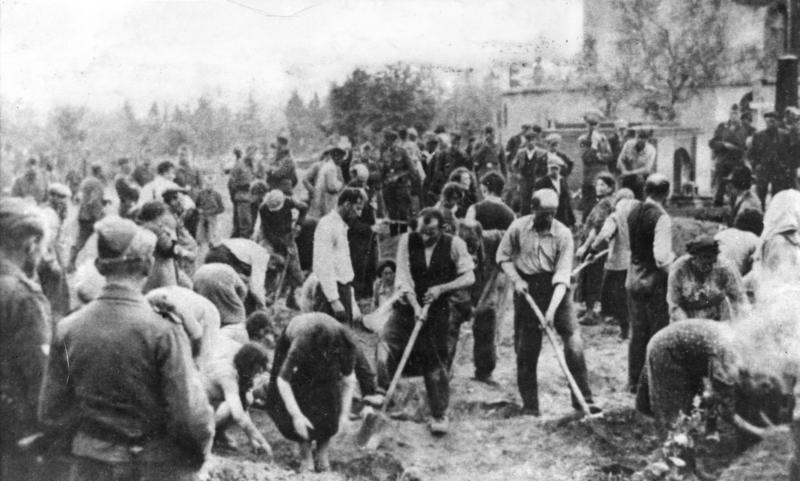
Ebrei che scavano le proprie tombe. Storow, 4 luglio 1941

Il National Geographic Magazine riporta:
Un certo numero di ucraini collaborò: secondo lo storico tedesco Dieter Pohl, circa 100 000 si unirono alle unità di polizia che fornirono assistenza chiave ai nazisti. Molti altri facevano parte delle burocrazie locali o davano una mano durante le fucilazioni di massa degli ebrei. Ucraini, come il famigerato Ivan il Terribile del Campo di sterminio di Treblinka, erano anche tra le guardie che presidiavano i campi di sterminio nazisti tedeschi.
Secondo il Simon Wiesenthal Center, al gennaio 2011, "l'Ucraina, per quanto a nostra conoscenza, non ha mai condotto una singola indagine su un criminale di guerra nazista locale, e tanto meno ha perseguito un esecutore dell'Olocausto".

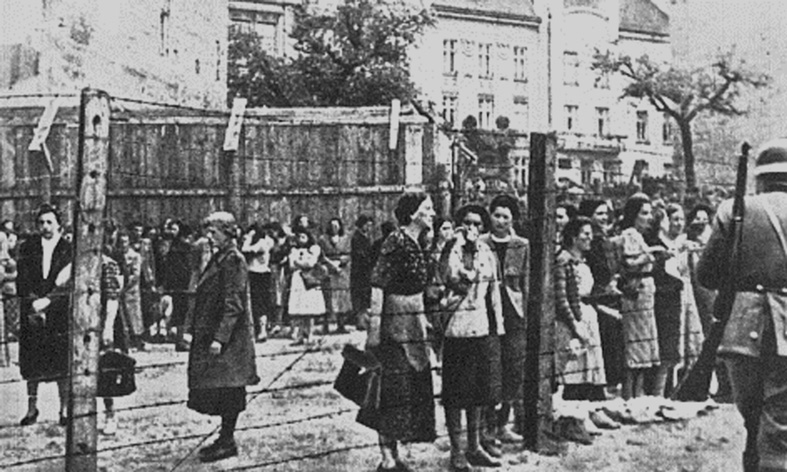
Ghetto di Leopoli, primavera 1942

Secondo lo storico israeliano dell'Olocausto Yitzhak Arad, "Nel gennaio 1942 una compagnia di volontari tartari fu istituita a Simferopol, come parte dell'Einsatzkommando 11. Questa compagnia partecipò a cacce all'uomo antiebraiche e ad azioni di omicidio nelle regioni rurali."
Secondo il politologo Ivan Katchanovski, l'accordo tra i nazionalisti ucraini e le autorità di occupazione nella regione non si limitava all'ideologia, poiché il 63% dei comandanti dell'UPA all'inizio del 1944 era rappresentato da ex comandanti di formazioni di polizia create dalla Germania nazista durante la fase iniziale dell'occupazione dell'Ucraina. Le unità di polizia e la milizia civile istituite dalle autorità naziste svolsero il ruolo di collaboratori dei nazisti, partecipando non solo al genocidio della popolazione ebraica ma anche nell'uccisione di prigionieri sovietici e nell'assassinio di civili ucraini, come l'uccisione di 3 000 persone nel villaggio di Kortelitsa nel settembre 1942.

## Bilancio delle vittime
Fino alla caduta dell'Unione Sovietica si credeva che circa 900.000 ebrei fossero stati assassinati come parte dell'Olocausto in Ucraina. Questa è la stima che si trova in opere come La distruzione degli Ebrei d'Europa di Raul Hilberg. Alla fine degli anni '90, l'accesso agli archivi sovietici ha aumentato le stime della popolazione ebraica prebellica e, di conseguenza, le stime del numero di morti sono aumentate. Negli anni '90 Dieter Pohl stimava 1,2 milioni di ebrei assassinati, mentre stime più recenti sono arrivate fino a 1,6 milioni. Alcuni di quegli ebrei aggiunti al bilancio delle vittime sono coloro che tentarono di trovare rifugio nelle foreste, ma furono uccisi in seguito dall'Armia Krajowa polacca, dall'Esercito insurrezionale ucraino o da altri gruppi militari durante la ritirata tedesca.

## Unità responsabili
- Einsatzgruppen C e D (Einsatzkommando);[23]
- Battaglioni di polizia dell'ordine;
- Unità speciale di sabotatori Abwehr/Brandeburgo del Battaglione Nachtigall;
- Freiwilligen-Stamm-Regiment 3 e 4 (russi e ucraini);
- Unità ausiliarie ucraine[24] Schutzmannschaft e Ukrainische Hilfspolizei.

## Sopravvissuti degni di nota
- Roald Hoffmann
- Mordechai Rokeach
- Mina Rosner
- Adam Daniel Rotfeld
- Shevah Weiss
- Simon Wiesenthal

## Soccorritori
L'Ucraina si classifica 4º nel numero di persone riconosciute come "Giusti tra le Nazioni" per aver salvato gli ebrei durante l'Olocausto, con un totale di 2 515 individui riconosciuti al 1º gennaio 2015.

## Massacri
- Bila Cerkva (1941)
- Babij Jar
- Dnipro
- Drobyc'kyj Jar
- Feodosia
- Ivano-Frankivs'k
- Kam"janec'-Podil's'kyj
- Klevan
- Pogrom di Leopoli
- Massacro dei professori di Leopoli
- Mežiriči
- Mizoč
- Nikolaev
- Olyka
- Pliskov
- Terebovlja
- Žytomyr